# Philippe Lejeune (auteur)
Pour les articles homonymes, voir Philippe Lejeune et Lejeune.
Philippe Lejeune, né le 13 août 1938, est un universitaire français spécialiste de l'autobiographie.

## Biographie
Fils de Michel Lejeune, il est élève de l'École normale supérieure de 1959 à 1963. Il obtient l'agrégation de Lettres classiques en 1962. En 1963-1964, il est Instructor à l'université Yale. En 1999, il devient membre de l'Institut universitaire de France.
Il est l'auteur de nombreux ouvrages portant essentiellement sur l'autobiographie et les journaux personnels. Il est cofondateur de l'Association pour l'autobiographie et le patrimoine autobiographique, créée en 1992, dont le fonds conserve notamment à son initiative l'intégralité des archives de la diariste Ariane Grimm.

## Œuvres
- L'Autobiographie en France (Armand Colin, 1971)
- Le Pacte autobiographique (Seuil, 1975)
- Lire Leiris, autobiographie et langage (Klincksiek, 1975)
- Je est un autre : l'autobiographie de la littérature aux médias (Seuil, 1980)
- Moi aussi (Seuil, 1986)
- La Pratique du journal personnel (univ. Paris-X, 1990)
- « Cher cahier... » : témoignages sur le journal personnel (Gallimard, 1990)
- La Mémoire et l'Oblique : Georges Perec autobiographe (POL, 1991)
- Le Moi des demoiselles. Enquête sur le journal de jeune fille, (Seuil, 1993)
- Pour l'autobiographie (Seuil, 1998)
- Les Brouillons de soi (Seuil, 1998)
- « Cher écran... » : journal personnel, ordinateur, Internet (Seuil, 2000)
- Un journal à soi : histoire d'une pratique (avec Catherine Bogaert) (Textuel,2003)
- Signes de vie (Le pacte autobiographique, 2) (Seuil, 2005)
- Le journal intime : histoire et anthologie (2006)
- Autogenèses. Brouillons de soi 2 (Seuil, 2013)
- Aux origines du journal personnel : France, 1750-1815 (Honoré Champion, 2016)
- Écrire sa vie, Du pacte au patrimoine autobiographique, Editions du Mauconduit, 2017  (ISBN 979-10-90566-17-0)

## L'Autobiographie
Philippe Lejeune a tenté d'établir des bases théoriques qui permettent de mieux cerner le genre autobiographique. Tout d'abord en posant une définition de l'autobiographie : « le récit rétrospectif en prose qu'une personne réelle fait de sa propre existence, lorsqu'elle met l'accent sur sa vie individuelle, en particulier sur l'histoire de sa personnalité. » Philippe Lejeune a, en outre, forgé un concept, le pacte autobiographique : « Pour qu'il y ait une autobiographie, il faut que l'auteur passe avec ses lecteurs un pacte, un contrat, qu'il leur raconte sa vie en détail, et rien que sa vie. »
Introspection d'une part, exigence de vérité d'autre part, ce double mouvement caractérise le genre autobiographique. Cependant, de multiples paramètres (les déficiences ou non de la mémoire, le défaut ou l'excès de sincérité, la méthode adoptée, etc.) rendent toujours singulière la démarche de celui qui entreprend de faire le récit de sa propre existence.
Alain Robbe-Grillet, en particulier, a contesté le pacte défini par Lejeune. Dès le début de sa propre autobiographie, il s'en prend nommément à lui et insiste ensuite sur ses points de désaccord. L'opposition des deux hommes a donné lieu à une querelle durable.

## Entretiens / Correspondance
- « Écrire sa vie, vérité et fiction » : avec Brahim Metiba, rencontre littéraire du 9 juillet 2016 aux Petites Dalles[8]